# Singapurische Fußballnationalmannschaft (U-23-Männer)
Die singapurische U-23-Fußballnationalmannschaft ist eine Auswahlmannschaft singapurischer Fußballspieler. Sie untersteht dem singapurischen Fußballverband FAS und repräsentiert diesen international auf U-23-Ebene, etwa in Freundschaftsspielen gegen die Auswahlmannschaften anderer nationaler Verbände, bei U-23-Asienmeisterschaften sowie den Fußballturnieren der Olympischen Sommerspiele, der Asienspiele und der Südostasienspiele.
Bisher konnte sich die Mannschaft nicht für das olympische Fußballturnier oder die U-23-Asienmeisterschaft qualifizieren. Bei den Südostasienspielen 2007, 2009 und 2013 gewann die Mannschaft jeweils die Bronzemedaille. An den Asienspielen nahm Singapur dreimal teil, kam aber nie über die Gruppenphase hinaus.
Spielberechtigt sind Spieler, die ihr 23. Lebensjahr noch nicht vollendet haben und die singapurische Staatsangehörigkeit besitzen.

## Bilanzen
| Olympische Spiele - 1992 bis 1996: Nicht qualifiziert - 2000: Zurückgezogen - 2004 bis 2020: Nicht qualifiziert U-22-/23-Asienmeisterschaften - 2014 bis 2020: Nicht qualifiziert Asienspiele - 2002: Nicht teilgenommen - 2006: Vorrunde - 2010: Gruppenphase - 2014: Gruppenphase - 2018: Nicht teilgenommen | Südostasienspiele - 2001: Gruppenphase - 2003: Gruppenphase - 2005: Gruppenphase - 2007: Dritter - 2009: Dritter - 2011: Gruppenphase - 2013: Dritter - 2015: Gruppenphase - 2017: Gruppenphase |